# Apamea difflua
Apamea difflua là một loài bướm đêm trong họ Noctuidae.